# Дім братів Мартин
Будинок братів Мартин (Червоний будиночок) — будівля в Ростові-на-Дону, розташована на перетині Великої Садової вулиці і Кріпосного провулка. Будинок був побудований в 1893 році за проектом архітектора Н. М. Соколова. Першим власником будівлі був британський підданий Іван Романович Мартин. Будинок братів Мартин має статус об'єкта культурної спадщини федерального значення.

## Історія

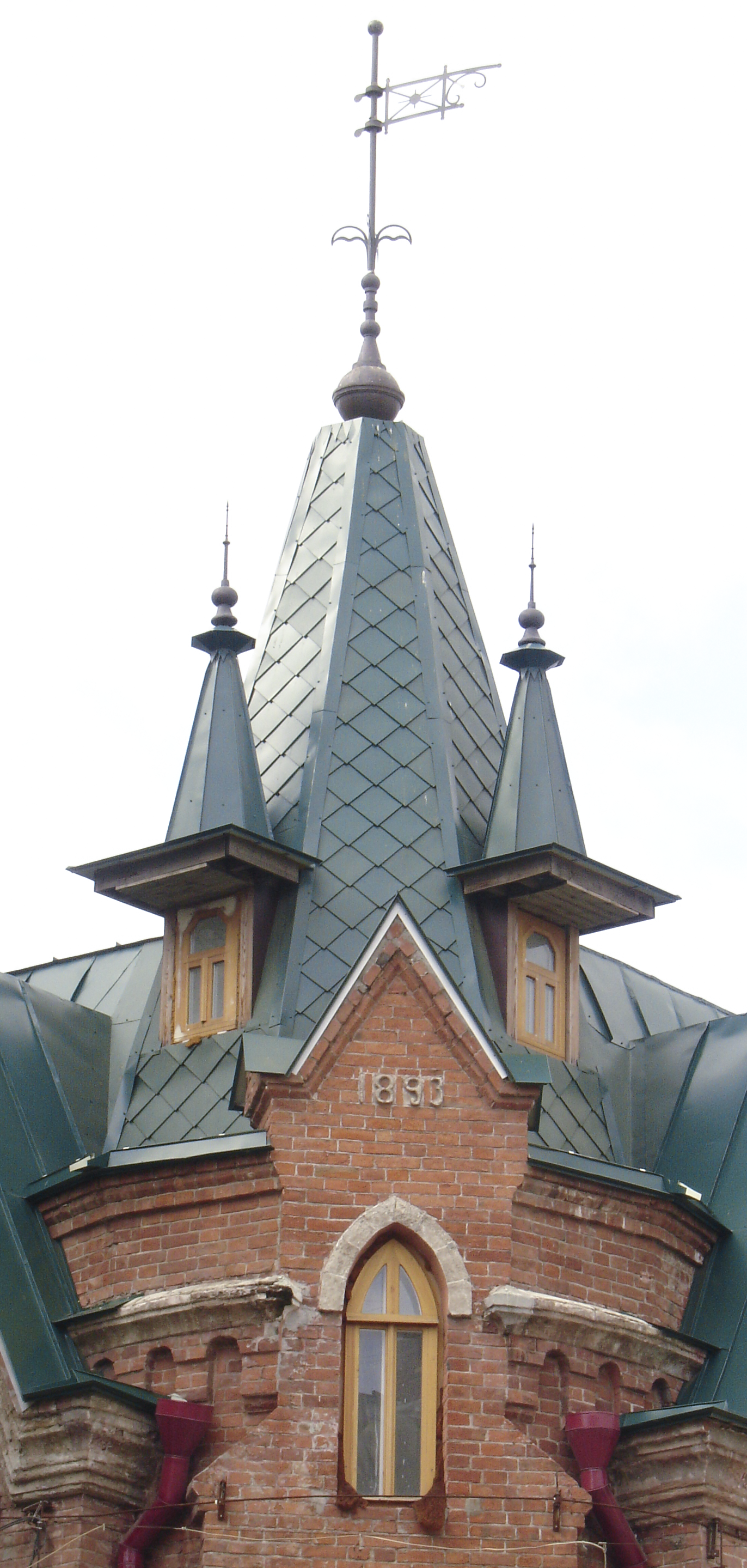
Кутова башта

Двоповерховий будинок з червоної цегли був споруджений у 1893 році за проектом київського архітектора Миколи Матвійовича Соколова. Будинок побудований в дусі псевдоготичного напрямку еклектики, в ньому поєднуються елементи російського і німецького зодчества. В кутовій частині будинку виділяється еркер з загостреною вежею.
Спочатку будинком володів британський підданий Іван Романович Мартин, потім його дружина — П. І. Мартин. Потім будинок належав їх синам — Василю, Георгію, Івану. Сім'ї Мартин в Ростові-на-Дону належав ливарно-механічний завод «Джон Мартин і Кº», що розташовувався поруч з будинком. У 1910-х роках Георгій Мартин був консулом США, а в будинку братів Мартин розташовувалася його прийомна.
У 1920-ті роки будівлю було націоналізовано. На першому поверсі розмістилися різні установи, а на другому — комунальні квартири. Після Німецько-радянської війни в будівлі був проведений ремонт, в ході якого були втрачені слухові вікна на даху. У 1980-1990-х роках будівлю займав Будинок художника, там розташовувалися салон-магазин, виставка-вернісаж і антикварний ларьок.
У 2007 році будівлю було передано на баланс Державному музею-заповіднику М. А. Шолохова, після чого почалася його реставрація. Планується, що після закінчення ремонтних робіт в будинку братів Мартин розміститься філія музею.